# Galazón (finca)

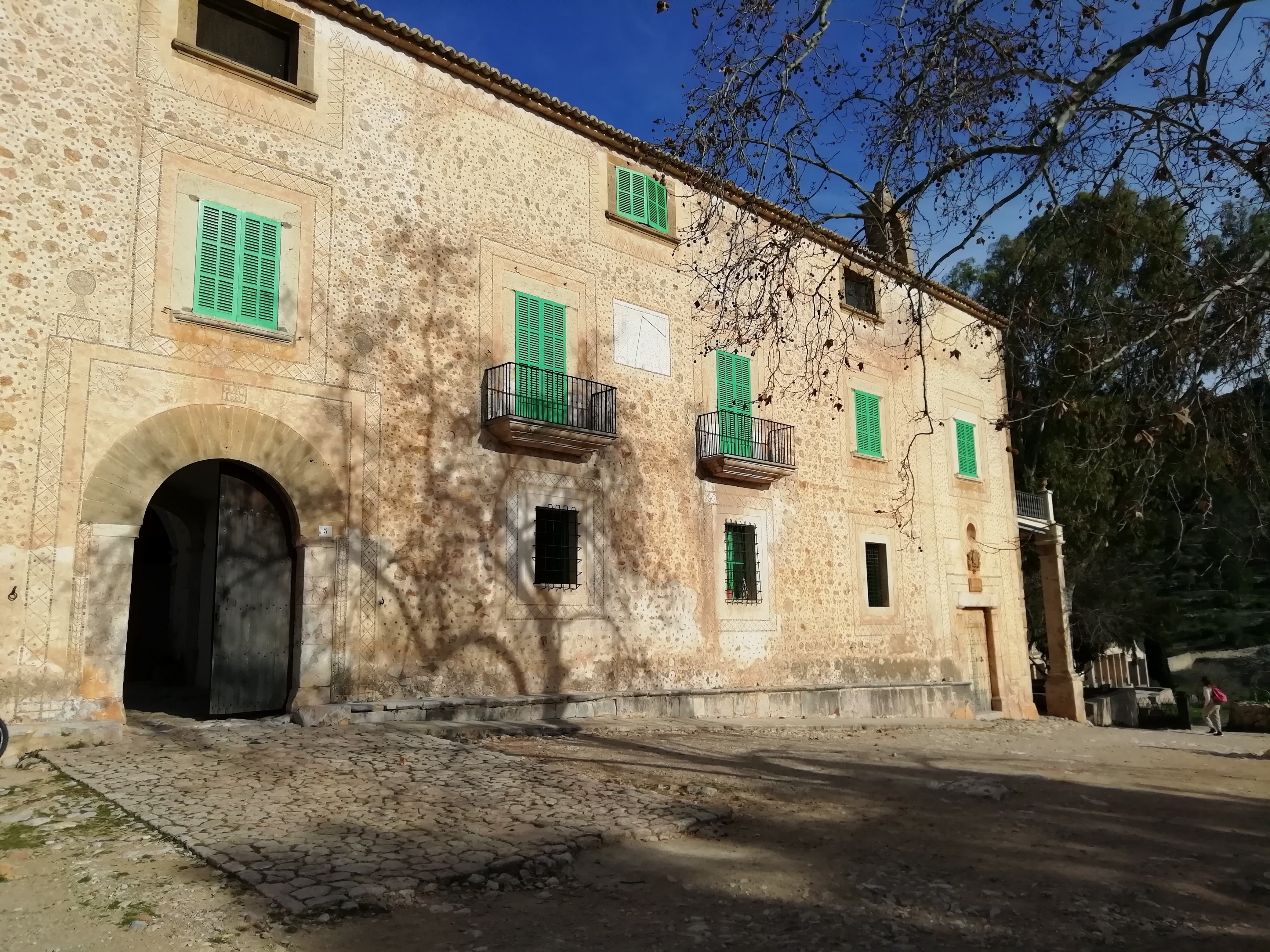
Fachada de la finca mallorquina Galazón

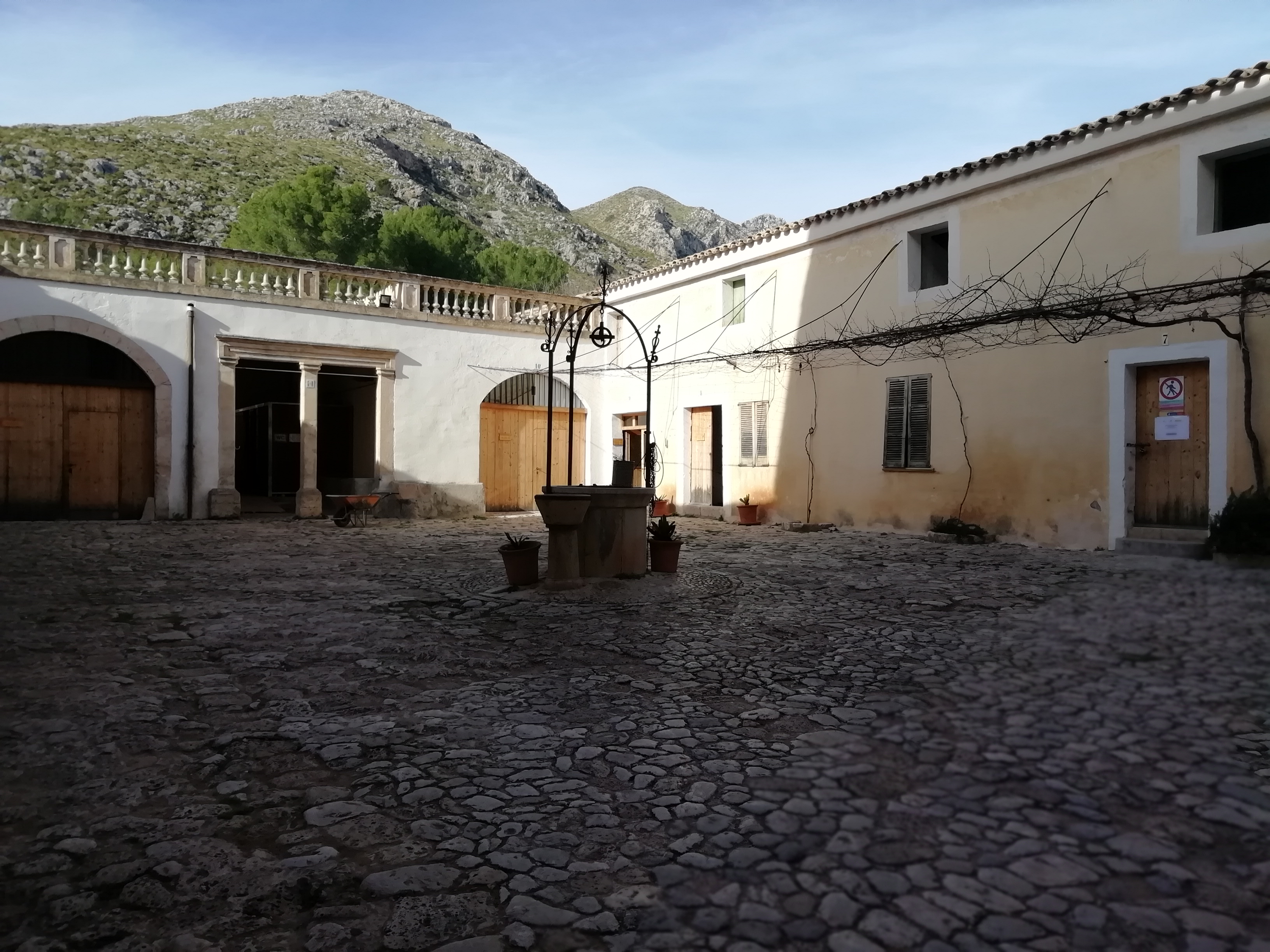
Patio interior de la finca.

Galazón (en catalán Galatzó) es una posesión ubicada en la zona norte del municipio español de Calviá, en Mallorca, la mayor de las islas Baleares. Es de titularidad municipal desde que en mayo de 2006 fuera adquirida por el Ayuntamiento de Calviá, por 9 000 000 €.
Se encuentra en las proximidades de la villa de Capdellá, en un paraje homónimo y es colindante con los municipios de Estellenchs, Puigpuñent y Andrach. Tiene una superficie de 14.013.500 m², lo que significa un 9,66% de la superficie del término municipal y una de las mayores de Mallorca. Sus terrenos se encuentran protegidos por la Ley de Espacios Naturales.
Se estructura en la Sierra de Tramontana, y en su territorio incluye las montañas del Pico de Galazón, monte con 1025 m s. n. m. y también la Mola de S´Esclop, con 925 m s. n. m.
El relieve de la finca está articulado en torno a una impresionante orografía que conforman varias cuencas hidrográficas que de norte a sur discurren por la zona, formando el origen en la misma del torrente de Galazón el cual unido al de Valldurgent, desemboca en la bahía de Santa Ponsa.
El paisaje está formado por rocas calcáreas solubles como: cuevas, lapiaces, cañones, simas, fuentes naturales, y pendientes de erosión. La intervención humana ha aportado la ingeniería de la piedra en seco creando terrazas de marjadas en las laderas del monte a modo de aprovecharlo para la agricultura.
El proyecto municipal para la finca da prioridad a su conservación como Possessió de Muntanya de la Sierra de Tramuntana, compatibilizándolo con el uso y disfrute de los ciudadanos de Calviá, turistas y visitantes.